# 福島サトル
福島 サトル（ふくしま サトル、1963年 - ）は、日本の小説家、ホラー小説作家、童話作家。
新聞社に勤務したのち、創作活動に専念。現在、埼玉県川越市在住。
2004年、小説「とくさ」で第11回日本ホラー小説大賞短編賞の佳作に選ばれる。また同じ2004年に、童話「はいけい、たべちゃうぞ」で第20回ニッサン童話と絵本のグランプリ童話部門最優秀賞を受賞。
『とくさ』は、内田百閒の流れを汲む幻想的な作品。

2021年、本好きが高じて、埼玉県熊谷市妻沼の国宝「妻沼聖天山」境内南側の無料休憩所「めぬま館」の一角に「フベンな本屋むすぶん堂」開設（熊谷経済新聞2021年3月6日付）。

## 作品
- 『とくさ』（『角川ホラー文庫』）、角川書店、2004年11月。ISBN 978-4-04-377201-8
- （はらだゆうこ絵）『はいけい、たべちゃうぞ』、BL出版、2004年12月。ISBN 978-4-7764-0083-7